# 小十二面半十二面体
小十二面半十二面体 (Small dodecahemidodecahedron)とは、一様多面体の一種で、二十・十二面体の正三角形の面を削り三枚の二等辺三角形にしたものである。この二等辺三角形は二十・十二面体の赤道面である正十角形を形作る。またこの立体は(凸でないものを含む場合の)準正多面体でもある(ただし、英語版Wikipediaでは準正多面体としては扱われておらず、代わりにHemipolyhedronの一種として扱われている)。
- 構成面： 正五角形 12枚、正十角形 6枚
- 辺： 60
- 頂点： 30
- 頂点形状： 5,10,5/4,10 (5,10,5,10が蝶ネクタイ形に交差する)
- ワイソフ記号： 5/4 5|5
- 枠： 二十・十二面体
- 双対： Small dodecahemidodecacron （無限遠点を含む）
- 外接球半径： 一辺を2とすると {\displaystyle {\sqrt {5}}+1}

## 同じ枠を持つ立体
- 二十・十二面体
- 小二十面半十二面体
- 小十二面半十二面体
- 大二十・十二面体
- 大十二面半十二面体
- 大二十面半十二面体
- 十二・十二面体
- 小十二面半二十面体
- 大十二面半二十面体
- 5個の正八面体による複合多面体
- 5個の四面半六面体による複合多面体